# Britânia
Britânia este un oraș în Goiás (GO), Brazilia.